# Richard Creagh
Richard Creagh (irisch Risteard Craobhach, Risteárd Ó Maoilchraoibhe; * 1523 in Limerick; † Dezember 1586 in London) war ein irischer römisch-katholischer Geistlicher und von 1564 bis zu seinem Tod Erzbischof von Armagh. Er starb als Opfer der elisabethanischen Kirchenpolitik im Tower of London.

## Leben

### Werdegang
Richard Creagh entstammte einer wohlhabenden gälisch-irischen Kaufmannsfamilie, die seit Generationen in Limerick ansässig war, und durchlief eine kaufmännische Ausbildung. Sein Entschluss, Priester zu werden, wird von den frühen Biografen teils mit Abscheu über betrügerische Praktiken im Handelswesen, teils mit einem Schiffbrucherlebnis vor Spanien erklärt. Nach dem Besuch der Lateinschule in Limerick ging Creagh 1549 nach Löwen, wo er mit einem kaiserlichen Stipendium Philosophie und Theologie studierte. Dort empfing er auch die Priesterweihe. 1557, zur Zeit der katholischen Restauration unter Maria Tudor, kehrte er nach Limerick zurück, wo er im ehemaligen Dominikanerkloster ein Gymnasium gründete und leitete.
Neben seinem wissenschaftlichen Interesse für die Geografie und Geschichte Irlands war sein Ziel die Durchführung der tridentinischen Reformen in seiner Heimat, vor allem durch gründliche Ausbildung des künftigen Klerus. Papst Pius IV. beauftragte ihn mit der Gründung eines päpstlichen Kollegs in Irland. Die kirchenpolitische Lage änderte sich jedoch erneut mit dem Regierungsantritt Elisabeths I. im Jahr 1558. Der Katholizismus wurde wieder in den Untergrund oder in die Emigration gedrängt. An der Entstehung irischer Kollegien auf dem europäischen Festland (als Ausweichausbildungstätten für angehende Priester) in dieser Zeit hatte Creagh wesentlichen Anteil.

### Erhebung zum Erzbischof
Schon in Löwen war Creagh von Ignatius von Loyola für die Besetzung vakanter irischer Bischofssitze vorgeschlagen worden, hatte jedoch abgelehnt. 1562 ließ er sich zu einer Reise nach Rom bewegen. Dort wurde er 1564 zum Erzbischof von Armagh in Ulster ernannt und geweiht. Auf der Rückreise begegnete er in Deutschland unter anderem Petrus Canisius.
Als Erzbischof und Primas von Irland plante Creagh, die Kirchengemeinschaft mit Rom und die Ablehnung des Suprematseids mit Loyalität zur protestantischen Königin als weltlichem Staatsoberhaupt zu verbinden. Auch in den späteren Verhören hielt er an dieser Position fest. Sie war jedoch weder für die Krone akzeptabel noch für den mächtigsten Clanchef von Ulster Shane O’Neill. Dieser strebte eine Auflehnung gegen die englische Herrschaft an. Außerdem hatte er kirchliche Karrierepläne für eigene Familienmitglieder, denen Creagh im Weg stand.

### Haftjahre und Tod
Bereits auf der Rückreise von Rom wurde Creagh verhaftet und zunächst im Dublin Castle, dann im Frühjahr 1565 im Tower of London gefangen gesetzt. Dort wurde er dreimal von William Cecil verhört. Am Sonntag nach Ostern gelang Creagh die Flucht aus dem Tower. Es wird erzählt, dass mehrere Türen offen standen und die Wachen ihn unbehelligt passieren ließen. Obwohl eine Belohnung auf seine Ergreifung ausgesetzt war, konnte er nach Flandern übersetzen.
Es folgte ein mehrmonatiger Aufenthalt in Löwen mit engem Kontakt zur römischen Kurie. In Vorbereitung seiner Rückkehr nach Irland reiste Creagh 1566 nach Madrid und unterrichtete Philipp II. über die Situation. Brieflich suchte er zugleich Kontakt zur königlichen Regierung in London.
Im Sommer 1566 traf Creagh wieder in Irland ein, um sein Amt in Armagh anzutreten. Verständigungsversuche mit Shane O’Neill, vermittelt durch den Doppelspieler Bischof Miler Magrath, scheiterten jedoch und endeten mit der Zerstörung der Kathedrale. O’Neill und Magrath erhoben Anklage auf Häresie gegen Creagh wegen dessen Loyalität zur englischen Herrschaft. Dieser versuchte erneut zu vermitteln, aber ohne Erfolg.
Am 27. April 1567 wurde Creagh auf einer Reise erkannt und wieder verhaftet. In Dublin gelang ihm erneut die Flucht, er wurde jedoch wieder ergriffen und in den Tower of London gebracht, diesmal unter verschärften Haftbedingungen. Philipp II. von Spanien intervenierte deswegen persönlich bei Elisabeth I.; diese betrachtete Creagh jedoch als Hochverräter und ließ ihm 1570 in Irland den Prozess machen. Das dortige Gericht erklärte ihn für nicht schuldig, da er den Vorwurf eines Komplotts mit Shane O’Neill († 2. Juni 1567) glaubhaft entkräften konnte und erneut seine Loyalität zur Königin – mit Ausnahme des kirchlichen Supremats – beteuerte. Aber auf Anweisung des Kronrats wurde er in Ketten nach Dublin Castle gebracht und fast fünf Jahre dort gefangen gehalten. In dieser Zeit hatte er Gelegenheit, die katholischen Kräfte in Dublin zu stärken. 1575 wurde er erneut in den Tower of London geschafft.
Inzwischen hatte Creaghs Gesundheit stark gelitten. Durch die Fesselungen war ein Bein gelähmt. Er beantragte beim Kronrat die Freilassung ins Exil und versprach, alles zu unterlassen, was die Regierung der Königin stören könnte. Da er inzwischen zu einer europaweit bekannten Symbolfigur geworden war und hohes Ansehen besonders bei den irischen Jurastudenten in London genoss, erschien dem Kronrat seine Freilassung zu gefährlich; lediglich die Haftbedingungen wurden erleichtert. Der Versuch, sein Ansehen 1577 durch den Vorwurf sexuellen Missbrauchs der Tochter eines seiner Wächter zu zerstören, endete mit dem Widerruf der Zeugin.
Immer wieder, wenn in Irland aufständische Bestrebungen aufkeimten, war Creagh scharfen Verhören ausgesetzt, so während der zweiten Desmond-Rebellion 1580. In der Haft hatte er Gelegenheit zu weitreichender Korrespondenz. Mehr und mehr wurde er zur Identifikationsgestalt aller katholischen „Bekenner“.
Ende 1586 erscheint sein Name zum letzten Mal auf einer Gefangenenliste des Tower, zusammen mit dem Robert Poleys, eines königlichen Spions. Dieser soll ihn mit einem Stück vergiftetem Käse getötet haben, möglicherweise im Zuge der Vorbereitung der Hinrichtung Maria Stuarts.

## Nachleben
Während die zeitgenössische englische Geschichtsschreibung Creaghs Gedächtnis auszulöschen suchte, galt er in Irland spätestens seit 1590 als Märtyrer. Seine bleibende Bedeutung liegt in der Verbindung irisch-gälischer Herkunft und Sprache – auch in Unterricht und Wissenschaft – und katholischer Glaubensüberzeugung mit der Bejahung der englischen Oberherrschaft und der kulturellen Errungenschaften des Elisabethanischen Zeitalters.
1998 wurde die Seligsprechung Richard Creaghs und 41 weiterer irischer Märtyrer in Rom beantragt.

## Werke
- Chronicon Hiberniae
- Topographia Hiberniae
- Treatise on Irish grammar
- The essential duty of a Christian, englisch-gälischer Katechismus, um 1560